# Refrigerante

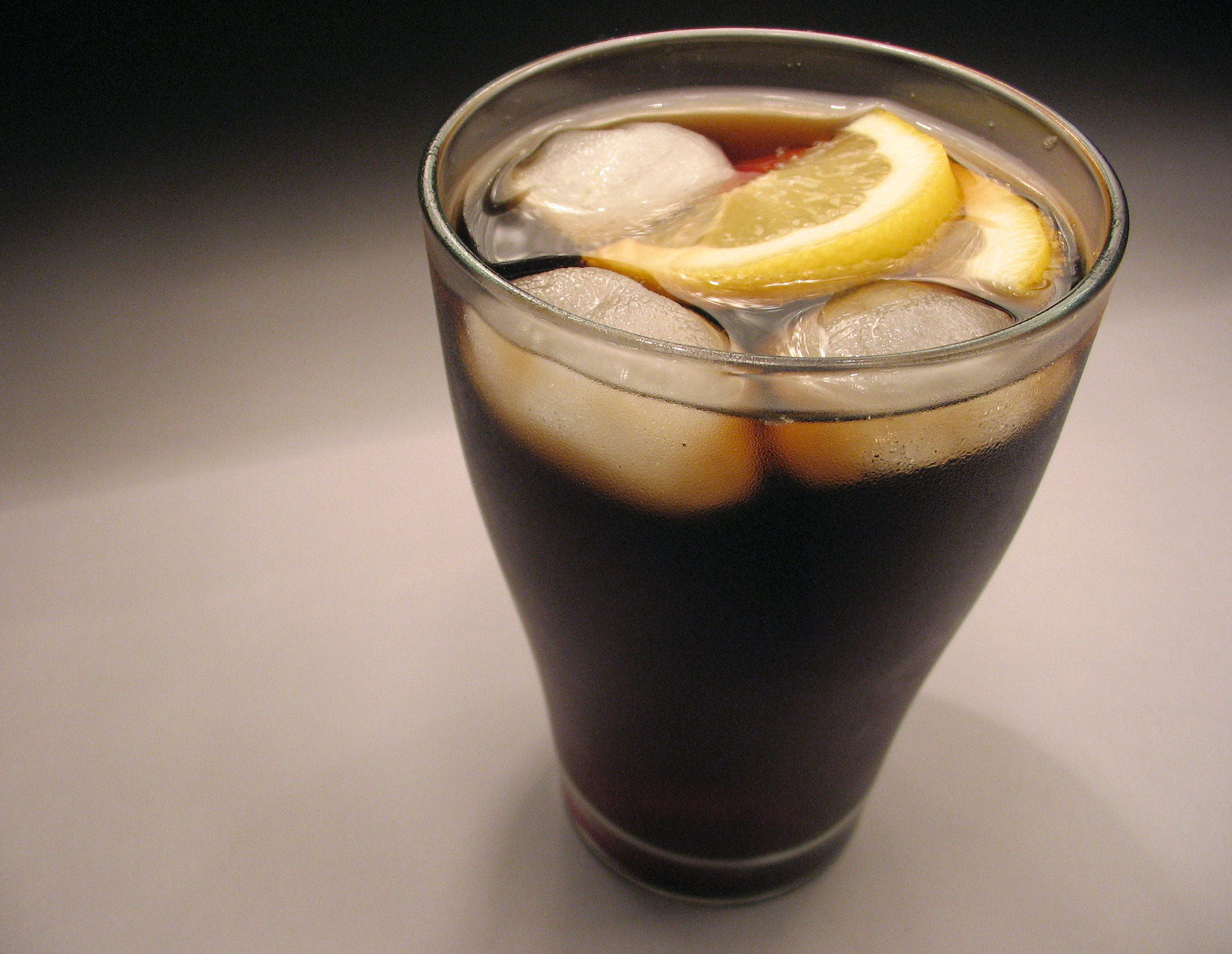
Um copo de refrigerante de cola servido com cubos de gelo e duas fatias de limão

Refrigerante é uma bebida não alcoólica e não fermentada, fabricada industrialmente, à base de água mineral e açúcar, podendo conter edulcorante, extratos ou aroma sintetizado de frutas ou outros vegetais e gás carbônico. No século XVI, a fabricação e a elaboração dos refrigerantes eram exclusivamente realizadas por farmacêuticos que, devido aos seus conhecimentos de química e medicina, os produziam e comercializavam como produtos farmacológicos.

## Produção

### Ingredientes
Os ingredientes que compõem a formulação do refrigerante são: água, concentrados, acidulante, antioxidante, conservante, edulcorante (nas versões de baixas calorias, ou seja light e diet) e dióxido de carbono.
Água
Primeiramente os fabricantes realizam um tratamento próprio e rigoroso da água a ser utilizada no processo, para tanto, são realizadas filtragens ou outras operações para garantir a pureza da água. Esta água deve se enquadrar em alguns padrões estabelecidos como: baixa alcalinidade, controle do excesso de sulfatos, cloretos, ferro, cobre e manganês, eliminação de cloro e fenóis, além de possuir padrões microbiológicos adequados.
Açúcar
O segundo ingrediente em quantidade com cerca de 11% (m/m), é o açúcar. Este ingrediente confere o sabor adocicado, encorpa o produto, juntamente com o acidulante, fixa e realça o paladar e fornece energia. A sacarose é o açúcar normalmente usado.
Concentrados

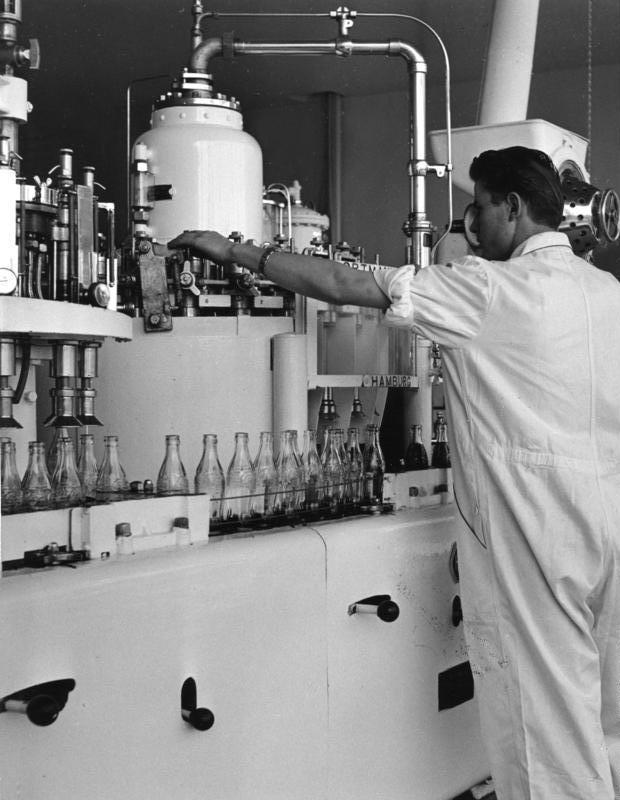
O Brasil é um dos maiores consumidores de refrigerantes do mundo, ao lado dos Estados Unidos, China, Europa e México

Depois, acrescenta-se um concentrado que dá as características de sabor, cor e aroma. São compostos por extratos, óleos essenciais e destilados de frutas e vegetais. Bebidas com sabor de frutas, nesta fase podem receber uma quantidade de suco natural.
Acidulantes
Os acidulantes possuem a função de regular a doçura do açúcar, realçar o paladar e baixa o pH da bebida, inibindo a proliferação de micro-organismos. Todos os refrigerantes possuem pH ácido, variando de 2,7 a 3,5 em função da bebida. Na escolha do acidulante, o fator mais importante é a capacidade de realçar o sabor em questão. Os principais acidulantes usados em refrigerantes são o ácido cítrico, o ácido fosfórico e o ácido tartárico.
Antioxidantes
Previnem a influência dos processos oxidativos na bebida. Os aldeídos, ésteres e outros componentes do sabor são susceptíveis a oxidações pelo oxigênio do ar durante a estocagem, processos que são acelerados pela luz solar e calor. O ácido ascórbico é o mais usado.
Conservantes
Os conservantes inibem o desenvolvimento de micro-organismos acidófilos ou ácido-tolerantes que provocam turbidez e alterações no sabor e odor. Os principais usados em refrigerantes são os ácidos benzoico e sórbico. O ácido benzoico (INS 211) atua praticamente contra todas as espécies de micro-organismos, tem ação em pH 3, além de ser barato e bem tolerado pelo organismo. Como esse ácido é pouco solúvel em água, é utilizado na forma de benzoato de sódio. O teor máximo permitido no Brasil é de 500 miligramas/100 mililitros de refrigerante (expresso em ácido benzoico).
O ácido sórbico (INS 202) ocorre no fruto da tramazeira (Sorbus aucuparia). É usado como sorbato de potássio e atua mais especificamente sobre bolores e leveduras. Sua ação máxima é em pH 6. O teor máximo permitido é 30 miligramas/100 mililitros (expresso em ácido sórbico livre).
Edulcorantes
São usados nas bebidas de baixa caloria para conferir sabor doce em substituição à sacarose. Estas bebidas seguem os padrões de identidade e qualidade das bebidas correspondentes, com exceção do teor calórico.
Dióxido de Carbono (gás carbônico)
A carbonatação provê características importantes ao produto como o realce do paladar e a aparência da bebida. Sua ação refrescante está associada à solubilidade dos gases em líquidos, que diminui com o aumento da temperatura. Como o refrigerante é tomado gelado, sua temperatura aumenta do trajeto que vai da boca ao estômago. O aumento da temperatura e o meio ácido estomacal favorecem a eliminação do CO2, e a sensação de frescor resulta da expansão desse gás, que é um processo endotérmico.
Após isso, é necessário juntar a água (H2O) e o dióxido de carbono (CO2), em um aparelho chamado carbonizador.
Quando esses dois compostos se misturam há uma reação química em que a água dissolve o CO2, dando origem a uma terceira substância, o ácido carbônico (H2CO3), que possui estado líquido (CO2 + H2O → H2CO3).
O Ácido carbônico é um ácido inofensivo e se decompõe em bolhas de Dióxido de carbono, restando somente água. Por isso, quando deixamos aberta uma garrafa de refrigerante, com o tempo, ela "fica sem gás".
Para aumentar a pressão interna e conservar a bebida, o fabricante resfria o refrigerante e insere uma dose extra de CO2 dentro da embalagem no momento do envasamento.

## Sabores de refrigerantes

### No Brasil
Os sabores de refrigerantes mais conhecidos e consumidos no Brasil são os de cola, guaraná, laranja, limão e uva.
Segundo a BDO Trevisan, "o mercado nacional de bebidas é representado por 238 empresas em atividade, [...]. Grande parte é de empresas familiares e centenárias, que sobrevivem dentro de suas respectivas regiões, perto da comunidade e contribuem com o desenvolvimento local." Desta forma, há o surgimento de sabores exóticos regionais.
A marca Frutty, de Minas Gerais, fabrica um refrigerante sabor de abacaxi.
Também em Minas Gerais, existe a empresa Del Rey que possui refrigerantes nos sabores Mate e Tangerina.
Na região do Cariri, no Ceará, a empresa São Geraldo fabrica um refrigerante de caju, inspirado na famosa cajuína nordestina.
No estado do Maranhão, é encontrado um refrigerante rosa, o Guaraná Jesus, que possui sabor doce que lembra cravo e canela, agora uma das marcas da The Coca-Cola Company.
No Mato Grosso, o refrigerante TabaGut de Tutti-Frutti da empresa GutGut. No mesmo estado, ainda, encontra-se os refrigerantes Marajá, nos sabores uva, laranja, limão, guaraná e açaí.
No Estado do Paraná, há o refrigerante Gengibirra, da empresa Cini, com sabor de gengibre.
Em Santa Catarina, são comuns os refrigerantes de laranjinha, que é uma fruta cítrica um pouco mais ácida em relação à laranja, e de framboesa. Várias marcas disputam o mercado, mas as regionalmente mais famosas são a Thom e a Max Wilhelm, ambas de Blumenau.
Em São Paulo, a empresa Ferráspari de Jundiaí possui um refrigerante de pêssego. A marca Bonanza, por sua vez, fabrica, entre vários sabores, os de framboesa, guaraná com açaí, maçã, maracujá, frutas tropicais e pomelo. Ainda no interior de São Paulo há o Guaracatu da empresa Arco Íris, que mistura guaraná com catuaba.

## Valor nutricional
Estudos apresentados na conferência anual da Associação Americana de Diabetes, a ingestão de bebidas diet a longo prazo podem causar aumento de até 70% na circunferência abdominal devido ao acúmulo da gordura visceral no corpo.
O componente 4-metil-imidazol (4-MI) presente no corante Caramelo IV, classificado como possivelmente cancerígeno, foi encontrado em altas concentrações na Coca-Cola comercializada no Brasil, após ser testado pelo Center for Science in the Public Interest (CSPI), de Washington D.C. Os efeitos carcinogênicos do 4-MI em ratos foi comprovado pelo  Programa Nacional de Toxicologia do Governo dos Estados Unidos e a IARC (Agência Internacional para Pesquisa em Câncer) da Organização Mundial da Saúde) incluiu o 4-MI na lista de substâncias possivelmente cancerígenas. O refrigerante vendido no Brasil provou, em testes, que contém 263 mcg (microgramas) de 4-MI em 350 mililitros, o que é muito superior à Coca-Cola vendida no Quênia.
Os governos têm sido orientados pela Organização Mundial da Saúde para proibir propaganda de alimentos com baixo valor nutricional nas escolas, tais como Coca-Cola, Pepsi, e outros refrigerantes.
Tornou-se proibido por Lei no Brasil o uso de recursos do Fundo Nacional de Desenvolvimento da Educação (FNDE) para as escolas comprarem refrigerantes, refrescos artificiais e demais bebidas com baixo teor nutricional para a merenda escolar, de acordo com publicação no Diário Oficial da União de 17 de junho de 2009, estando de acordo com a Resolução no 38, que regulamenta a Lei 11 947/09.
O refrigerante contém valor nutricional quase nulo, além de possuir diversas substâncias artificiais em sua composição. Especialmente as variações chamadas de cola apresentam grande quantidade de fosfatos (que, se ingeridas em excesso, provocam o enfraquecimento dos ossos através da liberação do cálcio), o que facilita a incidência de doenças ósseas, como a osteoporose. Refrigerantes são, ainda, ricos em açúcar, o que prejudica a boa forma e traz o surgimento de cáries, principalmente nas crianças. As versões diet, que, supostamente, não contêm glicose, podem, ainda, expor os dentes a ácidos capazes de estragar o esmalte. Vários corantes possuem substâncias cancerígenas. Além de tudo, o consumo de refrigerantes também reduz significativamente a ingestão de bebidas saudáveis como a água, o leite e os sucos naturais, fazendo o consumidor deixar de consumir nutrientes importantes.
Além do baixo valor nutricional (geralmente, contêm apenas carboidratos, corantes e aditivos), o valor calórico dos refrigerantes é elevado, fornecendo cerca de 45 quilocalorias/100 mililitros. Devido ao alto teor de açúcar e gás, podem agravar problemas gastrointestinais. Contêm altos índices de fosfato, que, comprovadamente, desgastam o esmalte dos dentes.
Em pesquisas realizadas no Brasil, o Instituto PROTESTE encontrou a substância cancerígena benzeno em diversas marcas. A OMS afirma que não há limite seguro para a ingestão deste componente, que está relacionado com a produção de leucemias e linfoma.

## Efeitos na saúde
O consumo excessivo de refrigerantes adoçados com açúcar é associado a obesidade, hipertensão, diabetes tipo 2, cáries e desnutrição. Estudos experimentais tendem a mostrar uma relação causal entre refrigerantes adoçados com açúcar e estes problemas de saúde. Estudos experimentais tendem a indicar uma relação causal do refrigerante com esses problemas, embora hajam contestações. De acordo com uma revisão sistemática de 2013, 83,3% dos trabalhos sem claro conflito de interesse concluíram que o consumo de refrigerantes adoçados com açúcar leva ao risco de ganho de peso.

### Obesidade e doenças relacionadas ao peso
De 1977 a 2002, norte-americanos dobraram seu consumo de bebidas adoçadas, ao mesmo tempo em que a prevalência de obesidade também dobrou. O consumo dessas bebidas é associado ao ganho de peso e, em excesso, consequentemente, à obesidade, mudanças em seu consumo podem ajudar a prever alterações de massa corporal.
O consumo de refrigerantes adoçados também pode ser associado a várias doenças relacionadas a peso, incluindo diabetes, síndrome metabólica e fatores causadores de risco cardiovascular.

### Cárie
A maioria dos refrigerantes contém altas concentrações de carboidratos simples: glicose, frutose, sacarose e outros açúcares simples. Bactérias bucais podem fermentar carboidratos e produzirem assim, ácidos que podem dissolver o esmalte dental, induzindo a prejuízos dentários, por isso, bebidas adoçadas podem aumentar o risco de cáries nos dentes.
Um grande número de refrigerantes, assim como diversas frutas, molhos e outros alimentos, é ácido. Consumir bebidas ácidas durante um longo período pode levar à erosão do esmalte dentário. Um estudo de 2007 determinou que algumas águas gaseificadas saborizadas são tão erosivas quanto suco de laranja, ou até mais.
O uso de canudos é frequentemente recomendado por dentistas, uma vez que esses objetos diminuem o contato das bebidas com os dentes. A escovação dos dentes logo após o consumo de refrigerantes pode resultar em uma erosão adicional dos dentes devido à ação mecânica da escova de dentes sobre o esmalte enfraquecido, assim, sugere-se evitar a escovação logo após o consumo de refrigerantes.

### Densidade óssea
Um estudo de 2006, com milhares de homens e mulheres, indicou uma diminuição de 4% na densidade mineral óssea (DMO) do quadril de mulheres que frequentemente bebiam refrigerantes, quando comparadas com mulheres que não o faziam. O estudo não encontrou correlação entre o consumo de refrigerantes e a DMO dos homens. Níveis muito baixos de DMO podem indicar osteoporose e risco de fratura.

### Benzeno nos refrigerantes
Artigo primário: Benzeno em refrigerantes
Em 2006 a Food Standards Agency (FSA) ou Agência de Normas Alimentares do Reino Unido publicou os resultados de seu levantamento sobre níveis de benzenos em refrigerantes em que testaram 150 produtos e encontraram quatro que continham níveis de benzeno acima do permitido pelas diretrizes da Organização Mundial da Saúde (OMS) para água potável.
A Food and Drug Administration(FDA), a agência federal responsável pela regulação de alimentos e medicamentos dos Estados Unidos publicou os resultados de seus próprios testes de diversos refrigerantes contendo benzoatos e ácido eritórbico ou ascórbico. Cinco bebidas testadas continham níveis de benzeno acima do recomendado pela Agência de Proteção Ambiental de 5 partes por bilhão. Em 2006 a FDA declarou que acredita que “os níveis de benzeno encontrados em refrigerantes e outras bebidas até o momento não são preocupantes no que se refere à segurança dos cosumidores”.

### Pedra nos rins
Um estudo publicado no Diário Clínico da Sociedade Norte-Americana de Nefrologia, (Clinical Journal of the American Society of Nephrology) em 2013, concluiu que o consumo de refrigerantes era associado com um aumento de 23% no risco de desenvolver pedra nos rins.

## Consumo

### No Brasil
Segundo uma pesquisa realizada pelo Ministério da Saúde do Brasil, o número de pessoas que está passando a consumir refrigerantes regularmente está aumentando. No ano de 2008, a porcentagem de brasileiros era de 24,6%. A pesquisa realizada no final do ano de 2009 mostrou um aumento para 27,9%.
Dados da Associação Brasileira das Indústrias de Refrigerantes e de Bebidas não Alcoólicas (ABIR), mostram que o consumo de refrigerantes no Brasil aumentou. No ano de 2008, o volume total foi de 14 148 363 milhões de litros e no ano de 2009, passou para 14 339 322 milhões de litros, um aumento de 1,35%.

### Em Portugal
Segundo dados da Associação Nacional dos Industriais de Refrigerantes e Sumos de Fruto (ANIRSF), o consumo de refrigerantes está em queda. No ano de 2006, o volume total consumido foi de 838,9 mil litros. Dois anos após, em 2008 o país consumiu 827,8 mil de litros de refrigerantes, uma queda de 1,32% ou 11,1 mil litros de refrigerantes em relação ao ano de 2006.

## Legislação

### Brasileira
No Brasil, a indústria de refrigerantes cumpre as normas estabelecidas pelo Ministério da Agricultura, Pecuária e Abastecimento, através do Decreto nº 6 871, de 4 de junho de 2009, regulamenta a Lei nº 8 918, de 14 de julho de 1994, que dispõe sobre padronização, classificação, registro, inspeção, produção e fiscalização de bebidas.
Segundo o Capítulo VII, sobre a Padronização das Bebidas, em seu Capítulo 23, "refrigerante é toda bebida gaseificada, obtida pela dissolução, em água potável, de suco ou extrato vegetal de sua origem, adicionada de açúcar". Já o Artigo 25 diz também que "Água tônica de quinino é o refrigerante que contiver, obrigatoriamente, de três a sete miligramas de quinino ou seus sais, expressos em quinino anidro, por cem mililitros de bebida".
Em lei, o refrigerante que possuir, no rótulo, a inscrição com o sabor de:
- Cola deverá conter semente de noz-de-cola ou extrato de noz-de-cola do gênero Cola acuminata;
- Guaraná deverá conter, obrigatoriamente, uma quantidade mínima de dois centésimos de grama de semente de guaraná do gênero Paullinia ou seu equivalente em extrato, por cem mililitros de bebida;
- Laranja, tangerina e uva deverão conter, obrigatoriamente, no mínimo, dez por cento em volume do respectivo suco na sua concentração natural e 0,05% de ácido cítrico;
- Limão deverá conter obrigatoriamente, no mínimo, dois e meio por cento em volume de suco de limão;
- Maçã deverá conter, no mínimo, cinco por cento em volume em suco de maçã.

### Portuguesa
Em Portugal, a indústria de refrigerantes cumpre as normas estabelecidas pelo Decreto Lei nº 288/94, de 14 de novembro, que foi posteriormente regulamentado pela Portaria nº 703/96, de 6 de dezembro.
Segundo a lei, os refrigerantes de sumo ou polme de frutos que possuir no rótulo a inscrição com o sabor de:
- Ananás, morango, toranja, Limão e frutos ácidos deverão conter obrigatoriamente, no mínimo, seis por cento em volume de sumo das respectivas frutas;
- Laranja deverá conter obrigatoriamente, no mínimo, oito por cento de sumo de laranja;
- Alperce e pêssego deverão conter obrigatoriamente, no mínimo, doze por centro de sumo dos respectivos frutos;
- Maçã, pera e Uva deverão conter obrigatoriamente, no mínimo, dezesseis por cento de sumo dos respectivos sumo frutos;
- outros frutos e miscelânea de frutos deverão conter obrigatoriamente, no mínimo, dez por cento em volume do respectivo sumo.

## Principais
- Coca-Cola
- Fanta Uva
- Fanta Laranja
- Sprite
- Guaraná
- Pepsi
- Schweppes
- Mountain Dew
- Dr Pepper

## Cronologia

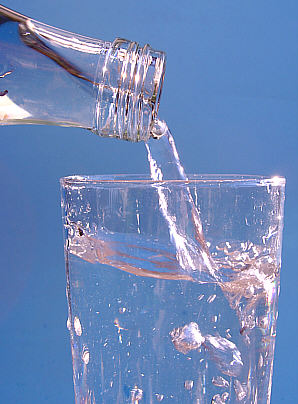
Recomenda-se que refrigerantes não sejam consumidos como substitutos de água

- 1772 – O químico inglês Joseph Priestley criou uma forma de gaseificar a água, injetando gás carbônico na água mineral.[1]
- 1871 – Surge a indústria do refrigerante propriamente dita, nos Estados Unidos, com o lançamento do primeiro refrigerante com marca registrada, a Lemon's Superior Sparkling Ginger Ale.[48]
- 1886 – John Stith Pemberton, um farmacêutico de Atlanta (EUA), cria a Coca-Cola.[49]
- 1893 – Caleb Davis Bradham, farmacêutico da Carolina do Norte (EUA), inventa a bebida "Brad's Drink".
- 1898 – A "Brad's Drink" fica oficialmente conhecida por "Pepsi-Cola".
- 1905 – O médico Luiz Pereira Barreto, nascido no município de Resende, no Estado do Rio de Janeiro, elaborou um método de processamento da fruta Guaraná, possibilitando, assim, transformá-la em xarope.
- 1906 – É lançada, em Santa Maria, no Rio Grande do Sul, a primeira linha de refrigerantes industrializados. A linha incluía a Limonada Gazosa, o Guaraná Cyrilla e a Água tônica de Quinino.[50]
- 1912 – Iniciada a produção da Soda Limonada Antarctica no Brasil.
- 1918 – A Brahma lança a Soda Limonada.
- 1920 – O farmacêutico brasileiro Jesus Norberto Gomes, em São Luís do Maranhão, cria o Guaraná Jesus, um refrigerante sabor canela.
- 1921 – Antarctica lança o Guaraná Antarctica Champagne.[51]
- 1930 – O químico americano Roy elabora a fórmula para refrigerante gasoso com sabor de uva, batizado de Grapette. Brahma lança Soda Laranjada.
- 1939 – É fundada a Schincariol, em Itu (SP), que fabricava a Itubaína sabor Tutti-Frutti.[52]
- 1941 – A Coca-Cola começa a ser produzida em Recife.[50]
- 1948 – Chega, ao Brasil, o primeiro refrigerante sabor uva (Grapette).[53]
- 1949 – A empresa Kirst&Companhia e Vontobel lançam o refrigerante Laranjinha.
- 1953 – Chega ao Brasil a Pepsi-Cola.[50]
- 1963 – A Industria de Bebidas Alves Pimenta e Cia lança o Guaraná Marajá.[54]
- 1964 – É lançado a Fanta Laranja.[50]
- 1971 – A Antarctica inicia o plantio do fruto guaraná na Fazenda Santa Helena. Coca-Cola lança a Fanta Uva. É lançado o refrigerante com a marca Fruki.[55]
- 1972 – A Brahma lança a Sukita e a Gasosa Limão. É lançada a primeira garrafa personalizada de vidro incolor (anteriormente os vidros eram âmbar).
- 1975 – Nos Estados Unidos, a garrafa de plástico com tampa de rosca é testada.
- 1975 - O Grupo Cervejaria Rio Claro lança o Guaraná Skol com uma versão do produto em lata, sendo o primeiro refrigerante brasileiro neste tipo de embalagem.[56]
- 1976 – A Brahma lança a garrafa de um litro de refrigerante.
- 1977 – Antarctica lança o Pop Laranja.[50]
- 1984 – É lançado o Sprite sabor limão.[50]
- 1988 – A Coca-Cola lança a tampa de rosca. Lançadas em todo o Brasil as embalagens garrafa retornável de 1 litro. A empresa brasileira Dolly, lança o primeiro refrigerante Diet do Brasil.[57]
- 1990 – Lançada a Fanta Laranja Diet.
- 1992 – Chegam, ao Brasil, máquinas de refrigerante automatizadas por fichas (Coke Machines). É lançado, no Brasil, o Sprite Lima Limão. A Coca-Cola comemora os seus cinquenta anos de Brasil.[50]
- 1995 – Lançada a primeira máquina de refrigerante no Brasil que aceita notas de um real. É lançado nacionalmente o refrigerante Teem Limão.[58]
- 1997 – Coca-Cola lança o primeiro refrigerante Light a ser comercializado no Brasil. Lançado o Guaraná Kuat. Brahma lança o primeiro guaraná Light do Brasil.
- 1998 – Lançada a Pepsi Light.[50]
- 2002 – É lançado o refrigerante Pepsi Twist, que mistura os sabores de cola e limão
- 2004 – Coca-Cola lança Fanta Mix, que mistura os sabores laranja e tangerina.
- 2007 – Coca-Cola lança a Coca-Cola Zero.
- 2008 – Lançada a Pepsi Twist 3, refrigerante zero açúcar e 3 calorias.[50]
- 2010 – Coca-Cola lança no Brasil a PlanBottle, primeira garrafa PET produzida a partir da cana-de-açúcar e que diminui em 25% a emissão de CO2 durante a fabricação.[59]
- 2013 – Lançada a Fanta Maracujá.
- 2015 – Lançada a Fanta Maçã verde.

## Diet, Light ou Zero?
| Diet Um refrigerante Diet possui ausência total de alguma substância em sua fórmula. Ex: açúcar que os diabéticos tem que consumir com moderação. | Light Um refrigerante Light, por sua vez, possui redução mínima de 25% de alguma substância em sua fórmula. Ex.: sódio, açúcar entre outros. | Zero O termo Zero é, na verdade, um padrão que indica ausência de açúcar. |